# Mathieu Briand
Pour les articles homonymes, voir Briand.
Mathieu Briand (né le 23 octobre 1993 à Saint-Pierre-et-Miquelon en France) est un joueur professionnel français de hockey sur glace.

## Biographie
Briand commence le hockey sur son île natale avant de rejoindre le centre de formation des Dragons de Rouen. Après deux saisons en U18 ponctuées par quelques apparitions en U22 et des débuts avec l'équipe professionnel lors de la Coupe de France il rejoint les Brûleurs de loups de Grenoble. Il deviendra champion de France U22 avant de passer dans l'équipe Magnus la saison suivante. Annoncé chez les Rapaces de Gap, Briand tente l'aventure américaine, c'est en NAHL qu'il va évoluer sous le maillot des Jackalopes d'Odessa ; l'équipe ne se qualifie pas pour les play-offs mais Briand termine quand même troisième pointeur de son équipe. l'année d'après il fait son retour en France chez les Ducs de Dijon. En 2016, il signe à Angers, les finalistes de la saison précédente.

## Statistiques

### En club
| Saison    | Équipe                            | Ligue        |    | Saison régulière | Saison régulière | Saison régulière | Saison régulière | Saison régulière |   | Séries éliminatoires | Séries éliminatoires | Séries éliminatoires | Séries éliminatoires | Séries éliminatoires |
| Saison    | Équipe                            | Ligue        | PJ | B                | A                | Pts              | Pun              | PJ               | B | A                    | Pts                  | Pun                  |                      |                      |
| 2011-2012 | Brûleurs de loups de Grenoble     | Ligue Magnus | 6  | 0                | 0                | 0                | 2                | -                | - | -                    | -                    | -                    |                      |                      |
| 2011-2012 | Brûleurs de loups de Grenoble U22 | France U22   | 17 | 8                | 15               | 23               | 18               | 4                | 0 | 4                    | 4                    | 0                    |                      |                      |
| 2012-2013 | Brûleurs de loups de Grenoble     | Ligue Magnus | 21 | 3                | 3                | 6                | 2                | 8                | 0 | 1                    | 1                    | 0                    |                      |                      |
| 2012-2013 | Brûleurs de loups de Grenoble U22 | France U22   | 2  | 1                | 1                | 2                | 2                | 2                | 1 | 1                    | 2                    | 12                   |                      |                      |
| 2013-2014 | Jackalopes d'Odessa               | NAHL         | 49 | 11               | 13               | 24               | 38               | -                | - | -                    | -                    | -                    |                      |                      |
| 2014-2015 | Ducs de Dijon                     | Ligue Magnus | 26 | 9                | 8                | 17               | 46               | 13               | 1 | 4                    | 5                    | 4                    |                      |                      |
| 2014-2015 | Ducs de Dijon U22                 | France U22   | 11 | 11               | 8                | 19               | 4                | 2                | 1 | 1                    | 2                    | 6                    |                      |                      |
| 2015-2016 | Ducs de Dijon                     | Ligue Magnus | 24 | 2                | 6                | 8                | 10               | 9 rel            | 1 | 5                    | 6                    | 0                    |                      |                      |
| 2016-2017 | Ducs d'Angers                     | Ligue Magnus | 43 | 6                | 9                | 15               | 14               | 6                | 0 | 0                    | 0                    | 6                    |                      |                      |
| 2017-2018 | Gamyo Épinal                      | Ligue Magnus | 44 | 1                | 8                | 9                | 18               | 6 rel            | 0 | 2                    | 2                    | 0                    |                      |                      |
| 2018-2019 | Pionniers de Chamonix Mont-Blanc  | Ligue Magnus | 40 | 5                | 17               | 22               | 18               | -                | - | -                    | -                    | -                    |                      |                      |
| 2019-2020 | Pionniers de Chamonix Mont-Blanc  | Ligue Magnus | 40 | 13               | 20               | 33               | 30               | 4                | 1 | 2                    | 3                    | 4                    |                      |                      |
| 2020-2021 | Hokki Kajaani                     | Mestis       | 9  | 1                | 1                | 2                | 4                | -                | - | -                    | -                    | -                    |                      |                      |

### En équipe nationale
| Année | Compétition                              |   | PJ | B | A | Pts | Pun | +/-           |  | Résultat |
| 2011  | Championnat du monde moins de 18 ans D1A | 5 | 1  | 2 | 3 | 0   | 0   | 3e            |  |          |
| 2012  | Championnat du monde junior D1B          | 5 | 0  | 1 | 1 | 4   | 0   | Médaille d'or |  |          |
| 2013  | Championnat du monde junior D1A          | 5 | 0  | 2 | 2 | 0   | -6  | 6e            |  |          |